# Bussenite
La bussenite è un minerale.

## Etimologia
Il nome è in onore della mineralogista e petrografa russa Irina Vladislavovna Bussen (1915-2013).